# Thomas William Moy
Thomas William Moy, né en 1828 à Londres et mort en 1910 à Farnborough, est un inventeur et ingénieur civil britannique, un des pionniers de l'aéronautique.

## Biographie

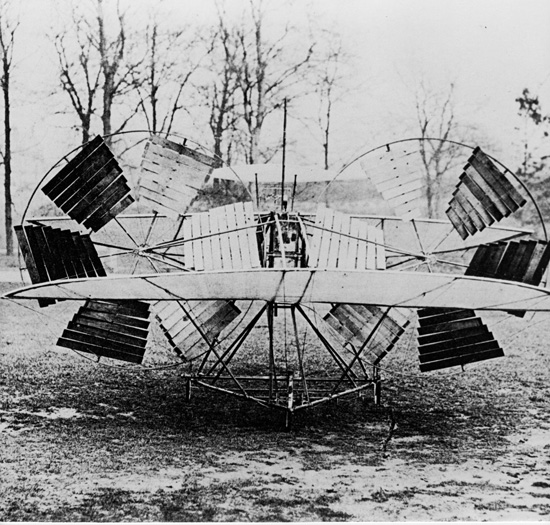
L' Aerial Steamer de Moy et Schill.

Dès 1859, il entreprend des expériences sur les appareils aériens. Il travaille sur une montgolfière puis s'intéresse au vol plus lourd que l'air en menant des expériences sur des surfaces de levage sur le canal de Surrey en 1861.
En 1874, avec son assistant Richard Edmund Shill, il invente, l' Aerial Steamer, un aéroplane électrique et à vapeur comportant des ailes de quatre mètres d'envergure qui est testé avec succès à Crystal Palace en juillet 1875. En 1879, seul, il construit un monoplan qu'il nomme Military Kite, modèle à propulsion en caoutchouc, capable de décoller par ses propres moyens.
Jules Verne le mentionne dans le chapitre VI de son roman Robur-le-Conquérant.
Il ne faut pas le confondre avec le journaliste anglais du même nom, né et mort aux mêmes dates.

## Publication
- 1884 : The Flight of the Albatros